# دان راموس
دان راموس (بالإنجليزية: Dan Ramos)‏ هو سياسي أمريكي، ولد في 2 سبتمبر 1981 في أوبرلين في الولايات المتحدة. حزبياً، نشط في الحزب الديمقراطي. وقد انتخب عضو مجلس نواب أوهايو.

## وصلات خارجية
- الموقع الرسمي